# Sinezona cingulata
Sinezona cingulata is een slakkensoort uit de familie van de Scissurellidae. De wetenschappelijke naam van de soort werd in 1861 voor het eerst geldig gepubliceerd door Oronzio Gabriele Costa.